# Рік Аддуоно
Рік Аддуоно (англ. Rick Adduono, нар. 25 січня 1955, Тандер-Бей, Онтаріо) — канадський хокеїст, що грав на позиції центрального нападника. Згодом — хокейний тренер.

## Ігрова кар'єра
Хокейну кар'єру розпочав 1972 року в ОХА.
1975 року був обраний на драфті НХЛ під 60-м загальним номером командою «Бостон Брюїнс».
Протягом професійної клубної ігрової кар'єри, що тривала 8 років, захищав кольори команд «Бостон Брюїнс», «Атланта Флеймс» та «Клагенфурт».
Загалом провів 4 матчі в НХЛ.

## Тренерська робота
Вже з початку 1990-х почав тренерську роботу в нижчих хокейних лігах Північної Америки. З 1998 року вже працював головним тренером, а з 2006 року перебрався до Німеччини, де встиг попрацювати з низкою команд місцевого найвищого хокейного дивізіону, зокрема «Ізерлон Рустерс».

## Статистика
| Сезон        | Клуб                       | Ліга         | Регулярний сезон | Регулярний сезон | Регулярний сезон | Регулярний сезон | Регулярний сезон | Плей-оф | Плей-оф | Плей-оф | Плей-оф | Плей-оф |
| Сезон        | Клуб                       | Ліга         | І                | Г                | П                | О                | ШХ               | І       | Г       | П       | О       | ШХ      |
| ------------ | -------------------------- | ------------ | ---------------- | ---------------- | ---------------- | ---------------- | ---------------- | ------- | ------- | ------- | ------- | ------- |
| 1972–73      | «Сейнт Кетерінс Блек Гокс» | ОХА          | 55               | 45               | 64               | 109              | 58               | —       | —       | —       | —       | —       |
| 1973–74      | «Сейнт Кетерінс Блек Гокс» | ОХА          | 70               | 51               | 84               | 135              | 24               | —       | —       | —       | —       | —       |
| 1974–75      | «Сейнт Кетерінс Блек Гокс» | ОХА          | 55               | 27               | 39               | 66               | 31               | —       | —       | —       | —       | —       |
| 1975–76      | «Бінггемтон Дастерс»       | ХЛПА         | 2                | 2                | 0                | 2                | 0                | —       | —       | —       | —       | —       |
| 1975–76      | «Рочестер Американс»       | АХЛ          | 68               | 11               | 23               | 34               | 24               | 7       | 2       | 1       | 3       | 7       |
| 1975–76      | «Бостон Брюїнс»            | НХЛ          | 1                | 0                | 0                | 0                | 0                | —       | —       | —       | —       | —       |
| 1976–77      | «Рочестер Американс»       | АХЛ          | 77               | 29               | 45               | 74               | 38               | 8       | 3       | 1       | 4       | 2       |
| 1977–78      | «Рочестер Американс»       | АХЛ          | 76               | 38               | 60               | 98               | 34               | 6       | 1       | 2       | 3       | 6       |
| 1978–79      | «Бірмінгем Буллз»          | ВХА          | 80               | 20               | 33               | 53               | 67               | —       | —       | —       | —       | —       |
| 1979–80      | «Бірмінгем Буллз»          | CHL          | 78               | 35               | 39               | 74               | 76               | 4       | 1       | 0       | 1       | 0       |
| 1979–80      | «Атланта Флеймс»           | НХЛ          | 3                | 0                | 0                | 0                | 2                | —       | —       | —       | —       | —       |
| 1980–81      | «Нью-Гейвен Найтгокс»      | АХЛ          | 51               | 6                | 12               | 18               | 57               | 4       | 0       | 1       | 1       | 6       |
| 1980–81      | «Клагенфурт»               | АХА          | 7                | 4                | 5                | 9                | 4                | —       | —       | —       | —       | —       |
| 1981–82      | «Фредеріктон Експрес»      | АХЛ          | 5                | 1                | 1                | 2                | 2                | —       | —       | —       | —       | —       |
| Усього у ВХА | Усього у ВХА               | Усього у ВХА | 80               | 20               | 33               | 53               | 67               | —       | —       | —       | —       | —       |
| Усього в НХЛ | Усього в НХЛ               | Усього в НХЛ | 4                | 0                | 0                | 0                | 2                | —       | —       | —       | —       | —       |